# Campionato europeo di arrampicata 1996
Il Campionato europeo di arrampicata 1996 si è tenuto il 28 gennaio 1996 a Parigi, Francia.

## Specialità lead

### Uomini
| Pos. | Atleta                | Paese    |
| ---- | --------------------- | -------- |
|      | Arnaud Petit          | Francia  |
|      | François Petit        | Francia  |
|      | François Lombard      | Francia  |
| 4    | Salavat Rakhmetov     | Russia   |
| 5    | Luca Zardini          | Italia   |
| 6    | Cristian Brenna       | Italia   |
| 7    | Elie Chevieux         | Svizzera |
| 8    | Andreas Bindhammer    | Germania |
| 9    | François Legrand      | Francia  |
| 10   | David Carretero Perez | Spagna   |

### Donne
| Pos. | Atleta             | Paese    |
| ---- | ------------------ | -------- |
|      | Liv Sansoz         | Francia  |
|      | Laurence Guyon     | Francia  |
|      | Stéphanie Bodet    | Francia  |
| 3    | Venera Chereshneva | Russia   |
| 5    | Muriel Sarkany     | Belgio   |
| 6    | Iva Hartmann       | Svizzera |
| 7    | Maja Sustar        | Slovenia |
| 8    | Natalie Richer     | Francia  |
| 9    | Galina Agapova     | Russia   |
| 9    | Martina Cufar      | Slovenia |

## Specialità speed

### Uomini
| Pos. | Atleta              | Paese       |
| ---- | ------------------- | ----------- |
|      | Andrey Vedenmeer    | Ucraina     |
|      | Mathieu Dutray      | Francia     |
|      | Pavel Samoiline     | Russia      |
| 4    | Tomasz Oleksy       | Polonia     |
| 5    | Vladimir Netsvetaev | Russia      |
| 5    | Kairat Rakhmetov    | Kazakistan  |
| 5    | Werner Thon         | Germania    |
| 5    | Vladimir Zakharov   | Ucraina     |
| 9    | Robert Caspersen    | Norvegia    |
| 10   | Neil Carson         | Regno Unito |
| 10   | Oleg Tcherechnev    | Russia      |

### Donne
| Pos. | Atleta             | Paese    |
| ---- | ------------------ | -------- |
|      | Cecile Avezou      | Francia  |
|      | Ameli Haager       | Germania |
|      | Kim Anthoni        | Belgio   |
| 4    | Gry Hansen         | Norvegia |
| 5    | Olga Bibik         | Russia   |
| 5    | Mayya Piratinskaya | Russia   |
| 5    | Renata Piszczek    | Polonia  |
| 5    | Natalia Titova     | Russia   |
| 9    | Irina Zaytseva     | Russia   |
| 10   | Tatiana Ruyga      | Russia   |